# 文化振興局 (タイ)
タイ王国文化省文化振興局 (タイ語:กรมส่งเสริมวัฒนธรรม、英語：The Department of Culture Promotion）は、タイ王国内閣文化省の内部部局の一つ。1958年に設置。 

## 概要
文化振興局は、タイの文化政策、保全、奨励、研究を行う局レベルの政府組織である。国民の価値観と行動を向上させ、誇りを持ってタイ人自身とコミュニティのアイデンティティである文化を伝承し、応用することで社会の持続的発展に寄与することを目的とする。

## 略歴
文化振興局は、1958年8月29日、タイ国家文化委員会（คณะกรรมการวัฒนธรรมแห่งชาติ）の事務局として、教育省次官事務局文化部が設置された。1972年10月1日、第217教育省告示により、文化部は教育省宗教局に移管。1979年、タイ国家文化委員会事務局に改称し、教育省の下部機関となる。2002年文化省に移管される。2010年、事務局の名称を文化振興局に改称。

## 所在地
バンコク フワイクワーン区 ラチャダーピセーク通り（ถนนรัชดาภิเษก เขต ห้วยขวาง กรุงเทพ 10320） 

## 部局
- 総務部（กองกลาง）
- 文化奨励・普及部 （สำนักส่งเสริมและเผยแพร่วัฒนธรรม）
- 海外文化交流部 （กองวัฒนธรรมสัมพันธ์ต่างประเทศ）
- 文化奨励基金部（กองทุนส่งเสริมงานวัฒนธรรม）
- 文化ネットワーク運営部 （สำนักบริหารเครือข่ายทางวัฒนธรรม）
- 文化教育研究所 （สถาบันวัฒนธรรมศึกษา）
- タイ文化センター
- タイ文化図書館 （ห้องสมุดวัฒนธรรม）
- タイ展示部門 （ส่วนไทยนิทัศน์）-タイ生活展示館
- 至高芸術家ホール（หออัครศิลปิน）-ラーマ9世関連の美術館
- 映画検閲部 （สำนักทะเบียนและตรวจสอบภาพยนตร์）
- 文化広報センター （ศูนย์ประชาสัมพันธ์วัฒนธรรม）

## 地方支局

### 地方レベル
- 地方文化委員会（คณะอนุกรรมการวัฒนธรรมภาค）
- 地方文化研究委員会（คณะกรรมการวิจัยวัฒนธรรมภาค）
- 地方教育宗教芸術文化事務所（สำนักพัฒนาการศึกษา ศาสนาและศิลปวัฒนธรรม）

### 県レベル
- 県文化委員会（คณะอนุกรรมการวัฒนธรรมจังหวัด）
- 県文化議会（สภาวัฒนธรรมจังหวัด）
- 県文化センター（ศูนย์วัฒนธรรมจังหวัด）
- 県教育事業事務所（สำนักงานศึกษาธิการจังหวัด）

### 郡レベル
- 郡文化委員会（คณะกรรมการวัฒนธรรมอำเภอ）
- 郡文化議会（สภาวัฒนธรรมอำเภอ）
- 郡文化センター（ศูนย์วัฒนธรรมอำเภอ）
- 郡教育事業事務所（สำนักงานศึกษาธิการอำเภอ）

### タムボンレベル
- タムボン文化議会（สภาวัฒนธรรมตำบล）
- 学校および宗教施設（โรงเรียนและศาสนสถาน）

## 関連事業
- 口承伝統研究団体発展計画（โครงการพัฒนาองค์ความรู้ด้านวัฒนธรรมพื้นบ้านแบบมุขปาฐะ））
- タイ王国国家芸術家事業

## 関連事項
- 文化省 (タイ)
- タイ文化センター